# Святилище Султан Ваис Бобо
Святилище Султан Ваис Бобо — культовый комплекс на южном склоне хребта Султануиздаг (дословно — «гора Султан Ваиса»), относящемуся к системе гор Каратау в Каракалпакстане, в 35 км от города Беруни. Центр почитания одного из самых известных мусульманских подвижников Увайса аль-Карани, современника пророка Мухаммада. В Хорезме его называют Султан-бобо («бобо» по-узбекски — старец), или Султан Ваис. Мавзолей окружен массивным мазаром (кладбищем). Выше, на горе находится святое место, на котором служители указывают на окаменелые следы ног и колен Султан Ваиса, утверждая, что святой вымаливал здесь у Всевышнего прощение для всех мусульман.

## История основания
Корни основания мавзолея Султан Ваис Бобо восходят к IX веку — ко времени появления суфийского движения в Центральной Азии. Обнаруженные керамические находки свидетельствуют о том, что это место было полностью освоено и имело культовый статус уже во второй половине X века, однако в XIII веке было разрушено во время нашествия монголов во главе с Чингисханом. Стилистика сохранившихся сооружений комплекса — мавзолеев Султан Ваис Бобо и Чинар Бобо, построек окружающего их некрополя — указывает на то, что их неоднократно восстанавливали и перестраивали в период от XVII до XIX столетий. В 1920—30-е годы это было одним из самых почитаемых мест в Центральной Азии и притягивало тысячи паломников. В советский период, в русле политики борьбы с религией, мавзолей был официально закрыт, однако тайное паломничество поддерживало жизнь святилища вплоть до обретения независимости Республикой Узбекистан. Но каким бы ни было состояние святилища в тот или иной период его истории, само это место на склоне Султануиздаг народ почитал и почитает непрерывно: ему приписывают множество благодетельных и целительных свойств, и в настоящее время популярность святилища Султан Ваис Бобо непрерывно возрастает.

## Описание комплекса
Части комплекса расположены среди старого кладбища и в его окрестностях. Комплекс включает:
1. Мавзолей Чинор Бобо на самой высокой точке мазара (кладбища).
2. Мавзолей Султан Ваис Бобо на южном склоне холма.
3. Священный источник (булак) перед входом в святилище Султан Бобо, по преданию вытекающий из-под ног погребённого святого, и священный пруд (хауз), подпитывающийся этим источником, с живущими в нём священными рыбами.
4. Пересохшее русло ручья, когда-то вытекавшего из источника и пруда, по которому проходят женщины-паломницы и строят обо (ритуальные конусообразные и пирамидальные сооружениями из камней) в надежде избавиться от бесплодия.
5. Гора с обо в двух-трёх км от мавзолея, на которой, по местному преданию, Султан Ваис Бобо простоял на коленях 40 дней, вымаливая у Всевышнего прощение всем мусульманам и на которой он выбил себе все зубы в знак солидарности с пророком Мухаммадом, потерявшим зуб в битве при Ухуде (Охуде).

За многие века своего существования мавзолей Султан Ваис Бобо и обширный некрополь вокруг него обросли массой пристроек — мечетями и гостиницами для паломников, ошхона (кухнями), местами для приношений жертвенных животных.
В архитектурном отношении все сооружения комплекса скромны, непритязательны, не отличаются роскошным декором и внешней выделкой. Здание мавзолея Султан Ваиса и расположенная напротив него мечеть построены из жёлтого обожжённого кирпича, венчаются куполами, покрытыми квадратными неглазурованными глиняными плитками. Небольшой внутренний двор побелён белой известью.
У входа в мавзолей расположен священный хауз в виде большого прямоугольного резервуара, вода в котором пробивается через подземные источники. В прошлых веках и даже ещё в советские годы вход в источник напоминал собою грот и состоял из каменистых обрывов в сланцевых породах. В хаузе водятся рыбы, которых никто не употребляет в пищу, а умерших рыб хоронят специальным ритуалом.
Омыться водами этого источника является одной из главных целей паломника. Согласно народным поверьям, Султан Ваис в этих местах служил пастухом, и на том месте, где ступила его нога, забил подземный источник (булак).
В комплекс Султан Ваиса входит мазар Чинар Бобо, построенный на вершине холма. Традиционно паломники сначала посещают этот мазар, а потом уже направляются к усыпальнице Султан Ваиса. Это правило вытекает из поверья, согласно которому Чинор-бобо, по одним данным, был устазом (учителем), пиром Султан Ваиса, по другим — его муэдзином (провозглашающим азан — призыв к молитве в мечети), по третьим — сартарошем (цирюльником) святого. Султан Бобо настолько уважал его, что повелел: «Он должен быть сверху». Поэтому мазар Чинар Бобо стоит выше по склону, и паломники совершают зиарат (паломничество) сначала к нему. Однако в отношении личности Чинар Бобо не существует каких-либо биографических данных или источников, и исследователи (в частности, Г. П. Снесарев) склоняются к мнению, что это легендарный персонаж, связанный с местными поверьями, а имя «чинор» (платан) может указывать на то, что некогда это дерево здесь росло, или быть реликтом доисламских верований.
Комплекс мавзолея со всех сторон окружён кладбищем с надгробиями, выстроенными рядами вокруг холмов. У каракалпаков обычно принято называть простые кладбища «аулие», однако в отношении святилища Султан Ваис Бобо бытует название «Мазар», с большой буквы.
На верхней части предгорного массива, в полутора-двух километрах от мавзолея Султан Ваиса, имеется несколько небольших округлых углублений, которые, по предположению местных жителей, являются оттисками ног и колен Султана Бобо. Здесь организована открытая площадка для парковки автомобилей, помимо этого — ряды для торговцев, продающих амулеты и другую религиозную атрибутику. Тропинка, поднимающаяся вверх к скалам, приводит к небольшим святилищам, состоящим из ветвей деревьев, покрытых полосами ярко раскрашенных тканей. Подобные обряды и подношения исполняются верующими в надежде на исполнение различных просьб — об исцелении больного или женщины от бесплодия.

## Личность Увайса аль-Карани в источниках
Согласно средневековым источникам (в частности, Аттару), Сайидин Увайс ибн Амир аль-Карани был простым пастухом верблюдов, который вышел из деревни Каран в Йемене. Он был современником пророка Мухаммада.
Проживая в Йемене, Увайс аль-Карани внутренне воспринял учение Пророка и стал набожным мусульманином. Он воспылал желанием отправиться в Медину для встречи с пророком Мухаммадом, но его мать, которая была слепа, дала ему разрешение только на то, чтобы он немедленно вернулся, как только достигнет дома Пророка. После трёхмесячного путешествия Увайс прибыл в Медину и обнаружил, что Пророка нет дома. Верный своему обещанию, он вернулся в Йемен, так и не осуществив своей цели.
Несмотря на это, пророк Мухаммад чувствовал частое обращение святого к нему и часто повторял: «Я чувствую дыхание Милостивого от идущего ко мне из Йемена». Незадолго до своей смерти в 632 году Пророк приказал двум своим ближайшим сподвижникам — Омару (впоследствии второму халифу) и Али (мужу своей дочери Фатимы) — взять его плащ и отдать Увайсу в Йемене. Духовное посвящение Увайса аль-Карани в исламскую веру без какого-либо общения с последователями нового учения снискало ему славу святого, одного из основателей суфийского течения в исламе. Так называемая «связь Увайса» служит архетипом в понимании и объяснении духовных переживаний, в которых ученик получает посвящение от умершего имама или шейха.
Нельзя с достаточной определённостью утверждать или отрицать, что тело Увайса аль-Карани было похоронено в горах, которые ныне носят его имя. Его гробницы не были изучены специалистами. А таких гробниц, связанных с его именем, насчитывается множество в разных странах мусульманского Востока. Из наиболее известных можно указать мазары в Дамаске и Ракке (последний был взорван 23 июня 2014 года боевиками ИГИЛ — запрещённой во многих странах организации) в Сирии, под Забидом в Йемене. Согласно источникам, Увайс умер, вероятно, в 656/657 году.
По утверждению этнографа Г. П. Снесарева, даже во времена СССР в местности Султан Бобо продолжал активно действовать суфийский орден Увайсия — один из самых загадочных в Центральной Азии. Особым почётом в нём пользовались не только шейхи-наставники, но и назиры — дети, которых ещё до их рождения или после тяжкой болезни в младенчестве родители отдали на пожизненное служение в святилище. Такие дети считались чем-то вроде духовных сыновей Увайса аль-Карани.

## Местные предания об Увайсе аль-Карани
Паломники, посещающие Султан Ваис Бобо, отказываются признавать мавзолей в качестве кадамгох (символического места посещения). По легенде, после смерти Увайса семь правителей разных стран оспаривали честь похоронить его останки на своей земле, однако на рассвете тело святого мученика мистическим образом оказалось во всех семи присланных за ним табутах (погребальных носилках).
Местные легенды увязывают чудеса Увайса аль-Карани с самим происхождением гор Каратау. Когда Увайсу, пасшему свои стада, сообщили, что у пророка Мухаммада в битве с неверными при горе Оход камнем был выбит один зуб, праведник пожелал тоже лишиться зуба. Но поскольку он не знал, какого именно зуба лишился Мухаммад, то выбил себе все 32 зуба.
В другой легенде о битве при Сиффине говорится, что, когда враги окружили Хазрата Али, Увайс пришёл к нему на помощь. Он захватил в полу своего халата 96 камней и стал бросать ими во врагов. Стоило ему швырнуть один камень — и полегло сразу множество врагов. Когда же он разбросал все камни — вражеские полчища оказались повержены до последнего воина. Шейхи-смотрители святилища Султан-бобо, пересказывая эту легенду этнографу Глебу Снесареву в 1970-х годах, утверждали, что эти удивительные события происходили не в Сирии, а в горах Султануиздаг. К середине 2000-х легенда уже гласила, что сами горы Каратау образовались из выбитых зубов, которыми Увайс аль-Карани забросал врага. В менее фантастическом варианте той же легенды зубами святого называются не сами горы, а только древние обо в ущелье рядом со святилищем.
Согласно местным поверьям, Увайс аль-Карани способен управлять климатом, смягчать засуху и регулировать уровень воды в колодцах, умножать урожаи и влиять на плодовитость скота. К его мавзолею нередко привозят людей с разного рода заболеваниями, в том числе врождёнными и психическими.
Религиоведы указывают, что в Центральной Азии Увайс аль-Карани, бывший йеменским пастухом, выполняет и роль специального покровителя верблюдов и верблюдоводства. В Туркменистане его называют Вейис-баба, а в Казахстане он известен под именем Ойсыл-Кара.